# Jardin de la vallée du Maelbeek
Pour les articles homonymes, voir Maelbeek.

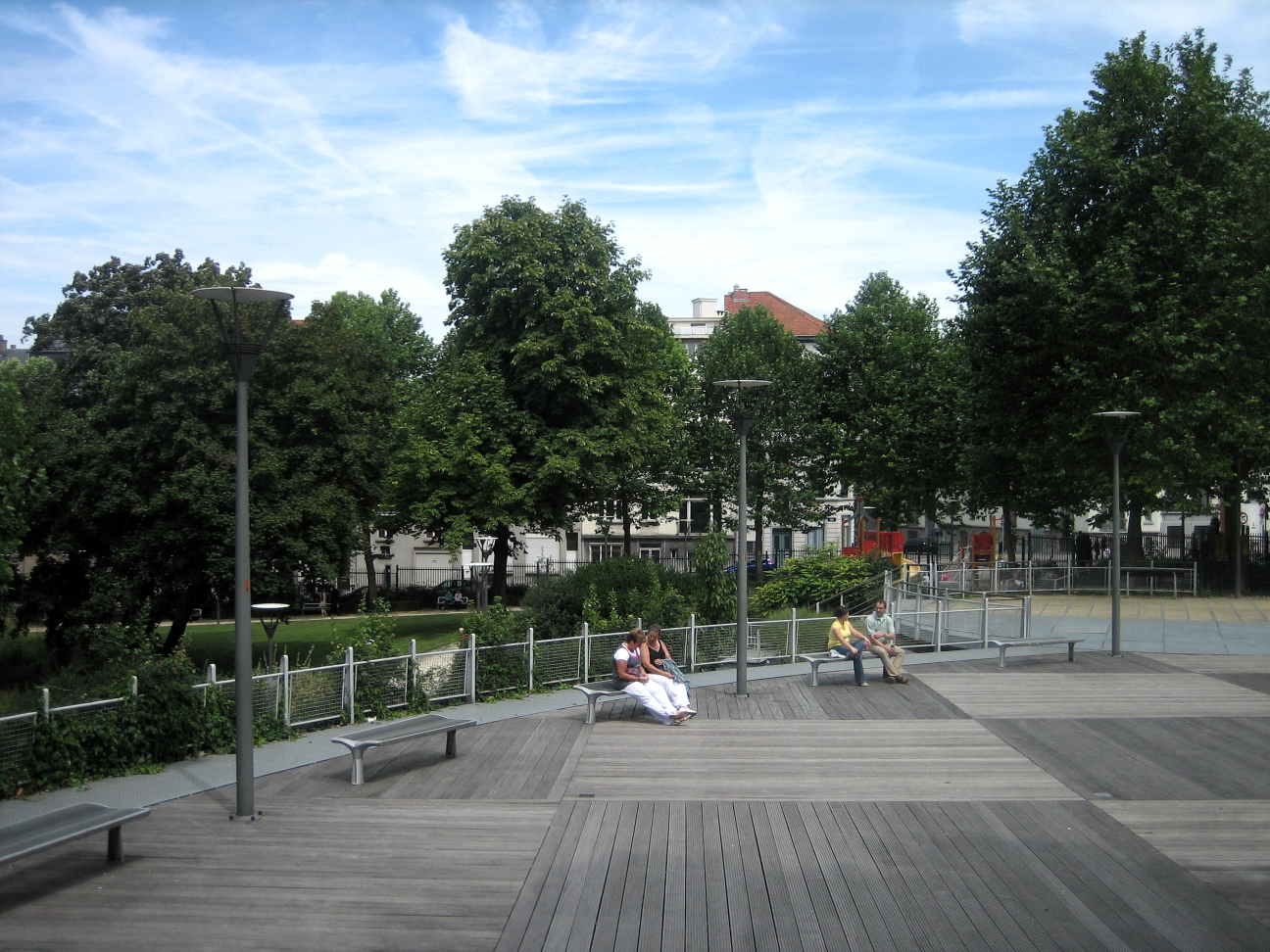
Vue du nord de la zone de terrasses surélevées

Le Jardin de la vallée du Maelbeek (en néerlandais : Maalbeekdalhof ou Maalbeekdaltuin), appelé également Jardin du Maelbeek (Maalbeektuin), est un parc public situé à Bruxelles en Belgique.
Le parc est situé dans le quartier européen au coin de la rue de la Loi et de la chaussée d'Etterbeek, sur le territoire de la ville de Bruxelles.

## Historique
Le Jardin de la vallée du Maelbeek a été inauguré le 17 octobre 2001 et témoigne de la lutte des résidents locaux contre l'urbanisation galopante du quartier qui manquait de planification urbaine et de nouveaux espaces verts.  
L'emplacement du parc était initialement destiné à accueillir un nouveau siège pour le Conseil de l'Union européenne. Mais face à une opposition unanime de la part des associations de quartier, le gouvernement belge qui souhaitait vendre ce terrain à des promoteurs immobiliers, a finalement changé le projet et a transformé le terrain, jusqu'alors utilisé comme parking, en espace vert. Le projet de siège pour le Conseil de l'Union européenne a finalement déménagé vers le bâtiment Lex de l'autre côté de la Rue de la Loi. 
Une petite rivière miniature symbolise le Maelbeek, ruisseau qui  coulait à l'air libre à cet endroit précédemment, mais qui désormais est canalisé à travers un collecteur souterrain.